# Festival Peninsula/Félsziget
Peninsula/Félsziget fue un festival de música que se celebraba en verano en Cluj-Napoca, Transilvania, Rumanía. Tuvo 11 ediciones, entre el año 2003 y el 2013.

## Historia
La primera edición del festival comenzó en 2003. Península / Félsziget estaba organizado por una parte del equipo del Sziget Festival  de Budapest. En pocos años, Península (en rumano)/Félsziget se desarrolló tanto al nivel del público (en la edición de 2009 se vendieron más de 60 000 entradas) como al nivel del número, de la variedad y de la calidad de los grupos musicales.

## El festival hoy
Península / Félsziget era un festival ecléctico: se podía escuchar en él varios géneros musicales, incluyendo Rock, Metal, Hard rock, Rock alternativo, Indie rock, World music, Punk rock, Música electrónica, Reggae, Música folk, Hip hop, Blues y Jazz. Albergaba alrededor de 10 grandes grupos y 50-70 grupos proviniendo de la mayor parte de los países de Europa Central, oriental y de los Balcanes, grupos más o menos conocidos al extranjero.
Además de la música, el festival proponia deportes extremos (bungee jumping etc.), películas, fiestas temáticas, stand-up comedy etc.

## Line-up
| Año  | Grupos más importantes |
| ---- | --- |
| 2011 | - Guano Apes - Foreign Beggars - K's Choice - Kasabian - Danko Jones - Markus Schulz - Grimus - Iggy Pop & The Stooges - Within Temptation - HammerFall - Dub FX - Tiga                                               |
| 2010 | - Tricky - KoЯn - The Rasmus - Europe - Fedde le Grand - Ska-P - Above & Beyond - Sub Focus - Noisia - Babylon Circus - Hernan Cattaneo - Parov Stelar - Gorillaz - Therapy? - Félix Lajkó                            |
| 2009 | - The Prodigy - Nine Inch Nails - Tiësto - Freestylers - Tankcsapda - Neo - Booka Shade - Blank & Jones - Parov Stelar - Primal Scream - Kispál és a Borz                                                             |
| 2008 | - Avantasia - Morcheeba - Beatsteaks - Epica - LTJ Bukem & MC Conrad - Tankcsapda - Subscribe - Republic - 30Y - Kalapács - The Mushroom Story - Ektomorf - Vama - Fading Circles - Vita de Vie - Altar - Nightlosers |
| 2007 | - Theatre of Tragedy - Kosheen - Gojira - The Exploited - Tankcsapda - Kispál és a Borz - Vita de Vie - Altar - Ossian - Depresszió - Ákos - Quimby - Gogol Bordello                                                  |
| 2006 | - The Rasmus - Moby Dick - Bikini - Tankcsapda - Phoenix - Altar |
| 2005 | - Apocalyptica - Freestylers - Tankcsapda - Ossian |
| 2004 | - Chumbawamba - Republic - Moby Dick - Tankcsapda |
| 2003 | |